# Gz9p3
Gz9p3 è una galassia Lyman-break scoperta grazie al telescopio spaziale James Webb. Si stima che sia nata solo 510 milioni di anni dopo il Big Bang, rendendola la galassia in fusione più brillante conosciuta in un'epoca così remota dell'Universo.

## Morfologia
Gz9p3 mostra un nucleo "doppio", chiaro segno di una recente fusione tra due galassie. Questo evento ha contribuito alla sua enorme massa, circa 10 volte superiore a quella di altre galassie simili osservate nello stesso periodo. La fusione ha innescato un'intensa attività di formazione stellare, con un tasso di creazione di stelle nella parte centrale di circa 10 masse solari all'anno e con un totale stimato in 1000 masse solari annue. La galassia è ricca di polvere cosmica, che oscura parte della sua luce e rende difficile lo studio dettagliato della sua struttura.